# Tomocyrba decollata
Tomocyrba decollata är en spindelart som beskrevs av Simon 1900. Tomocyrba decollata ingår i släktet Tomocyrba och familjen hoppspindlar. Inga underarter finns listade i Catalogue of Life.